# Licia Badesi Polverini
Licia Badesi, coniugata Polverini (Como, 7 aprile 1932), è una politica, scrittrice e attivista italiana.

## Biografia
Laureata in lettere, ha insegnato nelle scuole secondarie materie umanistiche. Negli anni settanta aderì al movimento femminista e fece parte dell'Unione donne in Italia. 
Iscritta al Partito Comunista Italiano, scrittrice e giornalista, scrisse negli anni ottanta sulla rivista Rinascita. In quegli anni fu candidata ed eletta nella IX legislatura, rimanendo in carica dal 1983 al 1987.

## Opere
- Alle donne - Canzoniere popolare, 1977
- Le foglie della Sibilla, Como, Dominioni editore, 1988
- Né moglie né madre, Como, Dominioni editore, 1990
- Alda, Ginevra, Lydia partigiane, Como, Filò editore, 1998
- Rivisitando la vita di Giuseppe Parini, Rimini, Luisè editore, 1999
- Il nido della poiana, Lipomo, Nani editore, 2003
- Separati di letto e di mensa: 1865-1928, Como, Elpo editore, 2017